# Спокен-Крік (Монтана)
Спокен-Крік (англ. Spokane Creek) — переписна місцевість (CDP) в США, в окрузі Бродвотер штату Монтана. Населення — 430 осіб (2020).

## Географія
Спокен-Крік розташований за координатами 46°32′2″ пн. ш. 111°44′21″ зх. д. / 46.53389° пн. ш. 111.73917° зх. д. (46.533997, -111.739244).  За даними Бюро перепису населення США в 2010 році переписна місцевість мала площу 44,77 км², уся площа — суходіл.

## Демографія
Згідно з переписом 2010 року, у переписній місцевості мешкало 355 осіб у 139 домогосподарствах у складі 106 родин. Густота населення становила 8 осіб/км².  Було 142 помешкання (3/км²).
Расовий склад населення:
| - 97,5 % — білих - 1,4 % — корінних американців - 0,6 % — чорних або афроамериканців |

До двох чи більше рас належало 0,3 %. Частка іспаномовних становила 0,3 % від усіх жителів.
За віковим діапазоном населення розподілялося таким чином: 25,4 % — особи молодші 18 років, 63,9 % — особи у віці 18—64 років, 10,7 % — особи у віці 65 років та старші. Медіана віку мешканця становила 42,9 року. На 100 осіб жіночої статі у переписній місцевості припадало 106,4 чоловіків;  на 100 жінок у віці від 18 років та старших — 103,8 чоловіків також старших 18 років.
Середній дохід на одне домашнє господарство  становив 101 490 доларів США (медіана — 88 409), а середній дохід на одну сім'ю — 111 878 доларів (медіана — 105 804). За межею бідності перебувало 9,5 % осіб, у тому числі 0,0 % дітей у віці до 18 років та 0,0 % осіб у віці 65 років та старших.
Цивільне працевлаштоване населення становило 180 осіб. Основні галузі зайнятості: публічна адміністрація — 50,0 %, науковці, спеціалісти, менеджери — 18,3 %, будівництво — 15,6 %.